# Jun John Sakurai
Jun John Sakurai, oft J.J. Sakurai zitiert, (桜井 純 Sakurai Jun, * 31. Januar 1933 in Tokio; † 1. November 1982 in Genf) war ein japanischer theoretischer Physiker, der sich vor allem mit Elementarteilchenphysik beschäftigte.

## Leben und Wirken
Sakurai kam 1949 in die USA, wo er an der Harvard University bei Julian Seymour Schwinger studierte, 1955 summa cum laude graduierte, und 1958 an der Cornell University bei Hans Bethe promovierte. 1959 bis 1970 lehrte er an der University of Chicago (ab 1964 als ordentlicher Professor), danach an der University of California at Los Angeles. Er starb 1982 als Gastprofessor am CERN.
Sein Arbeitsgebiet war die Elementarteilchenphysik. Er soll noch als Student in Cornell 1958 die V-A-Theorie der schwachen Wechselwirkung unabhängig von Richard Feynman, Murray Gell-Mann u. a. postuliert haben. Seine Lehrbücher zur Quantenmechanik sind besonders in den USA weit verbreitet. 
Die American Physical Society vergibt jährlich den nach ihm benannten Sakurai-Preis für außerordentliche Leistungen in der Theorie der Elementarteilchen (er gilt auf diesem Gebiet als höchster Preis). Er wurde von Sakurais Familie 1984 gestiftet.
Er war 1962 bis 1966 Sloan Research Fellow, 1964 bis 1982 Fellow der American Physical Society, 1975 bis 1976 Guggenheim Fellow und 1981 bis 1982 Fellow der Alexander von Humboldt-Stiftung.

## Werke
- J. J. Sakurai, Jim Napolitano: Modern Quantum Mechanics. 3. Auflage. Cambridge University Press, Cambridge 2021, ISBN 978-1-108-47322-4 (englisch).
- J. J. Sakurai: Advanced Quantum Mechanics. Addison-Wesley, Redwood-City, CA 1967, ISBN 978-0-201-06710-1 (englisch, archive.org).
- J. J. Sakurai, George W. Barry: Currents and Mesons (= Chicago Lectures in Physics). 2. impr. Auflage. University of Chicago Press, Chicago 1973, ISBN 978-0-226-73383-8 (englisch, archive.org).
- J. J. Sakurai: Invariance Principles and Elementary Particles. Princeton University Press, Princeton 2015, ISBN 978-0-691-62480-8 (englisch, archive.org).